# 2019冠状病毒病塞舌尔疫情
2019冠状病毒病塞舌尔疫情，介绍在2019新型冠狀病毒疫情中，在塞舌尔发生的情况。

## 时间轴
2020年3月14日，塞舌尔宣布首次确诊两例2019冠状病毒病病例。患者从意大利经阿联酋迪拜中转于11日回国，其中1人抵达机场时表现出干咳症状。两人均无发热症状。
3月15日，报告第3例确诊病例，为荷兰游客，11日与妻子从阿联酋飞抵塞舌尔。
3月17日，报告第4例确诊病例。政府宣布在欧洲的塞舌尔人仍然可以回国，但须强制隔离14天。
3月18日，新增确诊2例，累计确诊6例。
3月19日，报告第7例确诊病例。1人转重症。
3月28日，报告第8例确诊病例。
3月31日，新增确诊2例，累计确诊10例。2人乘坐不同航班分别于2日和29日从英国出发抵达塞舌尔。
4月6日，报告第11例确诊病例，为26岁男子，在塞舌尔国际机场担任地勤人员。